# Gonzales (Kalifornia)
Gonzales város az USA Kalifornia államában, Monterey megyében. Lakosainak száma 8647 fő (2020. április 1.).

## Népesség
A település népességének változása:

| 2010 | 8 187 |
| 2020 | 8 647 |